# ハリケーン・スタン
ハリケーン・スタン（Hurricane Stan）は2005年北大西洋で発生した18番目の名前の付けられた熱帯低気圧で、10番目のハリケーンである。

## 概要

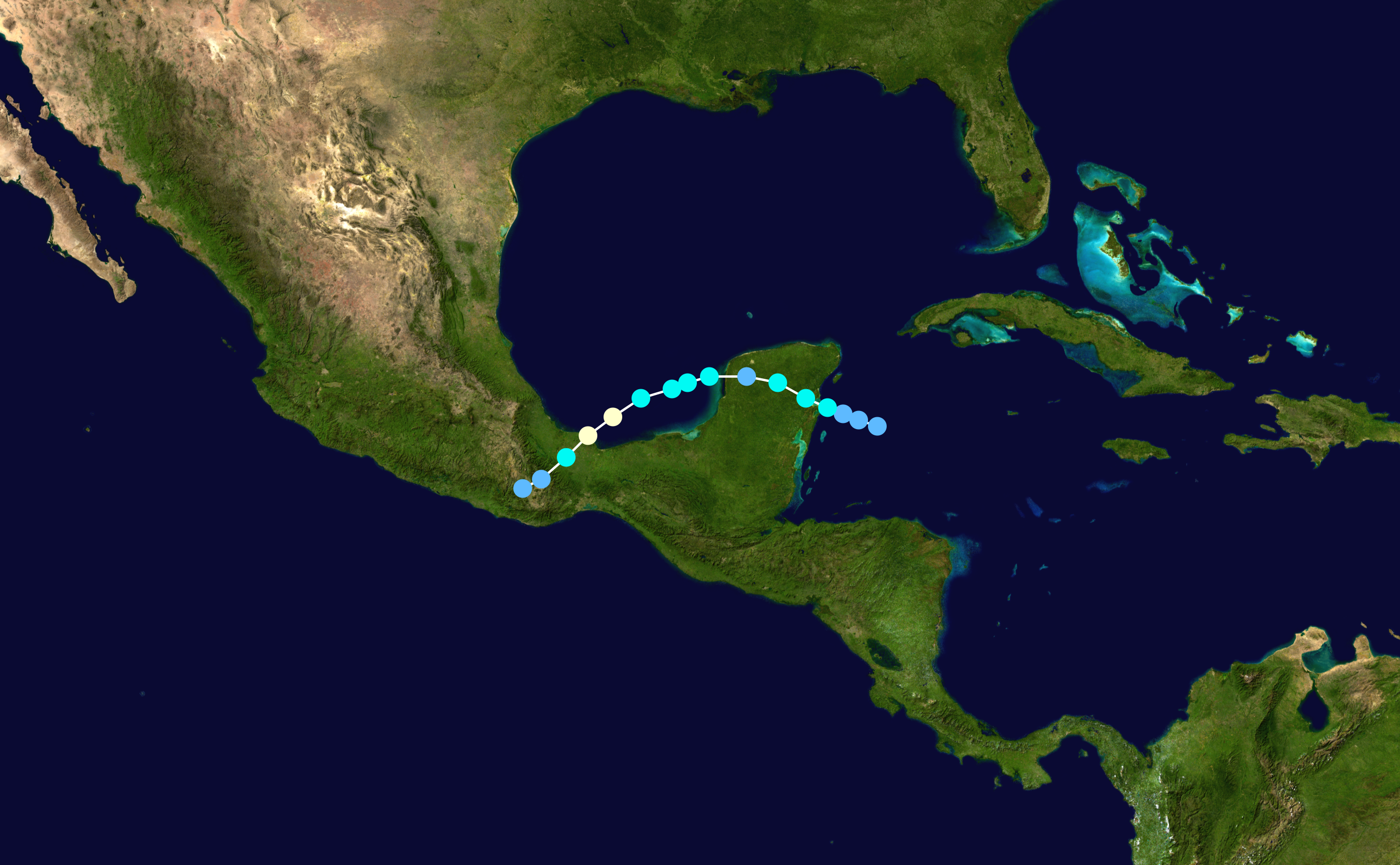
進路図

ハリケーンの規模を示すカテゴリーは1。スタンは2005年10月2日朝にユカタン半島に上陸して夜までにメキシコ湾に抜け、4日朝(UTC 9:00)にメキシコ南部ベラクルス州に迫った所でハリケーンとなった。ベラクルスに上陸後は勢力を弱め4日夕方(UTC 21:00)には熱帯低気圧となった。

## 影響・被害
スタンの影響で起きた土砂崩れや洪水などでグアテマラやエルサルバドル、コスタリカ、ホンジュラス、ニカラグアメキシコ南部で犠牲者、行方不明者合わせて千人以上が報告されている。ハイチ、ベリーズも影響を受けた。
最も多くの犠牲者が出したグアテマラでは、900個所で土砂崩れが起こった。4日メキシコの国境に近いサンマルコス県にあるタカナ(Tacaná)で土砂崩れが起きた。5日朝にはアティトラン湖に近いソロラ県のパナハチェルにあるマヤインディアンが住む村、パナバ(Panabaj)で火山の斜面を下って来た土砂などで村全体が埋めつくされた。この2つの地域は大きな被害を受けた。行方不明者の捜索は衛生上、安全上の理由から11日に打ち切られた。ベルシェ大統領は農業に13500万ドル相当の被害が発生したと発表した。

## その他
このハリケーンの国際名「スタン（Stan）」はこの年限りで引退となり、代わりに「ショーン（Sean）」という国際名に変更となった。